# La Vie en rose (film, 1994)
Pour les articles homonymes, voir La Vie en rose et La Vie en rose (homonymie).
Pour plus de détails, voir Fiche technique et Distribution.
La Vie en rose est un film sud-coréen de 1994 réalisé par Kim Hong-Jun.

## Synopsis
À Séoul, au printemps 1987 avant les manifestations démocratiques de juin 1987, alors que la ville se prépare pour les Jeux olympiques d'été de 1988, un magasin de bandes dessinées à Garibong-dong est tenu par une jeune femme qui se fait appeler Madame. Ce magasin reste ouvert la nuit, attirant ainsi différents types de personnes qui n'ont pas assez d'argent pour aller à l'hôtel. Par coïncidence, trois hommes se cachent dans ce magasin de bandes dessinées : Dong-pal, gangster qui s'est mis dans le pétrin ; Ki-young, syndicaliste, et Eugène, écrivain. Dong-pal tente de contacter un de ses complices, qui a disparu. Eugène tombe amoureux de Mlle Oh, une fille de salon de thé qu'il a rencontrée au magasin de bandes dessinées et Dong-pal est séduit par Madame, qu'il viole lorsqu'ils sont seuls. Après l'incident, Madame exprime du mépris à son égard et l'ignore.

## ,Fiche technique
- Titre original : Jangmibit insaeng
- Titre anglais : Rosy Life
- Titre français : La Vie en rose
- Réalisation : Kim Hong-jun
- Scénario : Yook Sang-hyo
- Production : Taeheung Pictures (ko)
- Genre : drame
- Durée : 94 minutes
- Couleurs : oui
- Date de sortie : Corée du Sud : 6 août 1994

## Distribution
- Choi Myung-gil
- Choi Jae-sung (en)
- Choi Jong-won (en)

## Recettes
Selon le Conseil du film coréen, distribué dans une seule salle, le film ne fut vu que par 2108 personnes lors de sa sortie.

## Critiques
- Marc L'Helgouac'h, East Asia : « Kim Hong-jun met notamment en scène une manifestation de rue et des policiers s’efforçant de rechercher des communistes au lieu d’arrêter des criminels dont les méfaits sont avérés. Femme forte, « Madame » est l’héroïne de ce film : à l’image de la Corée de l’époque, c’est une femme meurtrie qui se bat pour les autres, avec résignation, avant de comprendre qu’elle peut aussi s’épanouir et entreprendre. Ce film est comme un Polaroïd du pays en 1987, avec ses tragédies et ses espérances[2] »

## Récompenses
- 1994 : Chunsa Film Art Awards
  - Meilleur nouveau réalisateur
  - Prix spécial du jury pour Choi Myung-gil
- 1994 : Blue Dragon Film Awards
  - Prix du scénario, de la meilleure actrice et du meilleur nouveau réalisateur
- 1995 : Grand Bell Awards
  - Meilleur scénario
- 1995 : Baeksang Arts Awards
  - Prix du scénario, de la meilleure actrice et du meilleur nouveau réalisateur